# Школа № 121 (Челябинск)
Сре́дняя общеобразова́тельная шко́ла № 121 го́рода Челя́бинска (в период 1936—1960 годов — школа № 1 ЮУЖД) — среднее образовательное учреждение в Челябинске. Школа расположена в Советском районе на углу улиц Свободы и Плеханова. Часто датой её основания считают открытие нынешнего здания, построенного в 1935 году, фактически школа образована в 1922 году.

## История

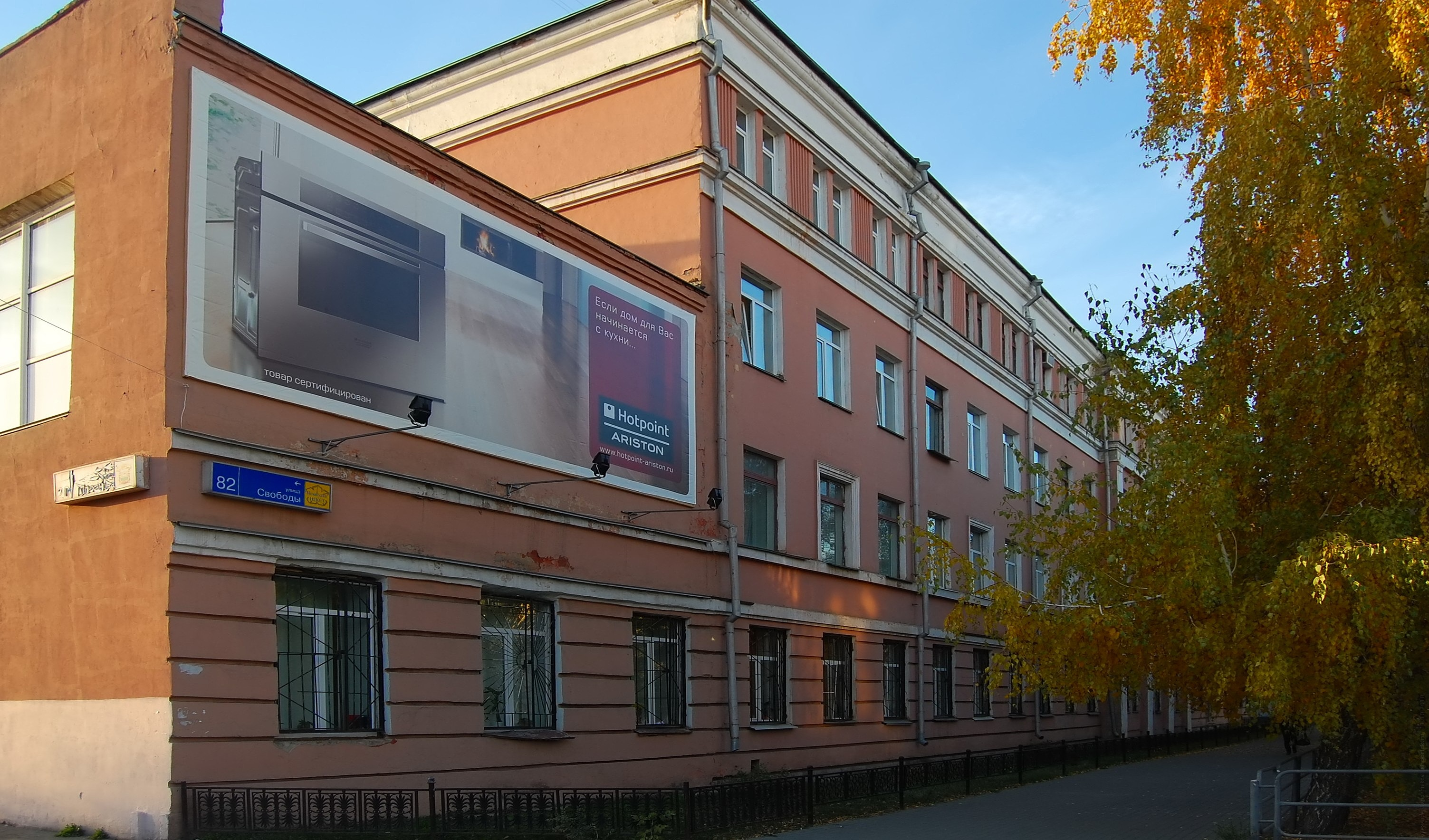
Фасад школьного здания выходит на улицу Свободы

В 1922 в Пригородной слободе возле станции Челябинск в деревянном одноэтажном здании бывшей больницы Сибирской железной дороги (улица Ленина (Свободы), 5; построено в 1900) отделом просвещения Омской железной дороги открыта семилетняя школа № 2. Школу называли «грачёвской семилеткой» по фамилии первого заведующего школой А. Н. Грачёва). В 1926 для расширения школы управление Омской железной дороги взяло в аренду соседнее двухэтажное деревянное здание (улица Ленина, 5; построено в 1907), куда были переведены младшие классы (с 1-го по 4-й). В 1923—1925 школа работала по комплексным программам, исключившим предметное преподавание. Весь объём знаний был представлен в виде единого комплекса сведений о природе, труде и обществе.
В 1927 в ходе проводимой в СССР политехнизации школ школа сменила статус, став фабрично-заводской школой № 2. В 1930 первый Всероссийский политехнический съезд вынес решение о прикреплении школ к предприятиям, шефом школы становится паровозное депо станции Челябинск. В 1930 выросло количество учеников после выхода постановления «О всеобщем обязательном начальном обучении» — школа перешла на работу в три смены. Учащиеся и педагоги школы принимали участие в сельскохозяйственных работах и в строительстве ЧТЗ.
В 1934/35 учебном году все фабрично-заводские школы были преобразованы в неполные средние школы. ФЗС № 2 стала НСШ № 36.
Весной 1935 года принято решение о постройке нового здания на 880 человек к началу нового 1935/36 учебного года. Школа построена по типовому проекту за 90 рабочих дней и принята государственной комиссией 25.08.1935. Четырёхэтажное здание построено из красного кирпича с деревянными перегородками и межэтажными перекрытиями. Школа получила № 54.
С апреля 1936 года школы, в которых учатся преимущественно дети железнодорожников, передаются в систему транспорта. Школа становится школой № 1 Южно-Уральской железной дороги. В 1939 впервые выпущен десятый класс.
В 1940 в школу № 1 переведён коллектив соседней школы № 12 с улицы Орджоникидзе, в здании которой расположился госпиталь. В вечернее время в здании школы № 1 проходили занятия строительного техникума. В 1941 в школу № 1 переведены коллективы железнодорожных школ № 2 и 4, были приняты и эвакуированные ученики из других городов и областей, общее количество учащихся в 1941/42 учебном году увеличилось до 2471 человека. С сентября 1941 года директор железнодорожной школы № 2 Владимир Станиславович Гайбергер был назначен одновременно и директором школы № 1 ЮУЖД. В 1943 введено раздельное обучение: школа № 1 стала женской, а школа № 2 — мужской. Женскую школу № 1 ЮУЖД с 7 сентября 1943 года возглавила Ганна Ефимовна Погудина, преподававшая до этого историю в школах № 1 и № 4. В конце 1943 школа № 2 вернулась в своё здание уже в качестве мужской школы. В 1943—1955 в школе работал 11-й педагогический класс, который готовил учителей начальных классов для железнодорожных школ. В 1954 раздельное обучение было отменено — школа стала средней школой № 1 ЮУЖД. В конце 1950-х введено производственное обучение старшеклассников.
В 1960 передана в подчинение городскому отделу народного образования, номер школы изменён на 121 (в городе уже была школа № 1), став из железнодорожного методического центра центром городским. Полное название школы на тот момент — средняя общеобразовательная трудовая политехническая школа № 121 с производственным обучением.
В 1962 году к школе добавлен пристрой вдоль улицы Плеханова, в 1972—1977 проведена реконструкция школы: всё, кроме внешних стен, было заменено. Работы по реконструкции проводились в одной половине школы, в то время, как в другой шёл учебный процесс.
В 1967 по итогам социалистического соревнования школе присвоено имя 50-летия Великого Октября. В 1983 школе присвоено звание учреждения высокой культуры труда. Во второй половине 1970-х работал школьный театр — «Театр на Свободе». В 1985 открыт музей истории школы. В первой половине 1990-х начато проведение эксперимента по профильному обучению старшеклассников (общеобразовательное, гуманитарное, физико-математическое и химико-биологическое направления).

## Деятельность
В школе № 121 преподаются программы начального, основного и среднего (полного) общего образования. В школе — 114 педагогов, среди них — 6 заслуженных учителей России (общее количество, с учётом бывших сотрудников — 16).
Во внеурочное время работают факультативы, кружки, спортивные секции и музыкальные коллективы. Во время каникул при школе действует летний лагерь дневного пребывания.

## Известные выпускники
См. категорию Выпускники школы № 121 (Челябинск)

## Комментарии
1. ↑  С 1896 г. по 1930 г. железнодорожная станция Челябинск относилась одновременно к 3 железным дорогам, при этом Южно-Уральская железная дорога была создана только в 1934 г. Школу № 2 Омской железной дороги не следует путать со школой № 53, в 1936—1960-х гг. называемой школой № 2 Южно-Уральской железной дороги (или 2-й железнодорожной школой) Архивная копия от 30 марта 2022 на Wayback Machine.